# La vida que va
La vida que va es una canción cantada por la agrupación mexicana Kabah, incluida en su quinto álbum de estudio titulado del mismo nombre (2002). Esta canción fue lanzada como el primer sencillo oficial del disco y es uno de los éxitos más considerados de la agrupación.

## Otros datos
En 2023 esta canción formó parte la gira musical 90's Pop Tour junto con otros de sus más grandes éxitos musicales de la banda, compartiendo escenario con otras bandas más como OV7, Magneto, JNS y otros artistas más.

## Lista de canciones

### CD - Promo[8]
| La vida que va — Single |                  |          |  |
| N.º                     | Título           | Duración |  |
| 1.                      | «La vida que va» | 3:36     |  |

## Video musical
Fue grabado y filmado en el año 2002 y se muestra a los integrantes en varias escenografías como en un almacén abandonado y en varias calles de una ciudad mientras cantan la canción durante todo el videoclip.